# Petr Hradil
Petr Hradil, rodným příjmením Rajchert (* 6. června 1968 Český Krumlov) je český herec, zpěvák, hudebník, hudební dramaturg, saxofonista, bývalý člen skupiny Chinaski a frontman zaniklé skupiny Inter. Nyní se věnuje převážně moderování.

## Vzdělání
Vyrůstal v Horní Plané. Vystudoval elektrotechnickou průmyslovku; po maturitě v tomto oboru i krátce pracoval, mezitím ale začal hrát v ochotnickém divadle, kterému se věnovala i jeho matka. Roku 1992 absolvoval obor herectví na DAMU.

## Hudební kariéra
Proslavil se jako člen ve skupině Starý Hadry, kde zpíval a hrál na saxofon, později přejmenované na Chinaski, kterou spoluzakládal. Po svém odchodu od Chinaski založil skupinu Inter, jelikož dostal nabídku od firmy Sony BMG na samostatný hudební projekt, a vydal dvě CD (47 minut bez dechu, 2001; Mezi nebem a zemí, 2003). Práce na vlastních sólových projektech ho přivedla k profesi hudebního dramaturga, v níž působil na televizi Prima. Nyní je moderátorem Českého rozhlasu a České televize.

## Rodinný život
V roce 1990 se poprvé oženil a 25. října 1993 v Liberci se narodil syn Petr. Jeho první manželka Markéta byla ve druhé části seriálu Život na zámku i jeho seriálovou manželkou. Při natáčení série Policejní pohádky strážmistra Zahrádky se seznámil s herečkou a malířkou Barborou Srncovou (* 1969), kterou si po pětiletém vztahu v roce 2006 vzal za manželku. Toto manželství trvalo do roku 2020. Na 18. červenec 2021 chystal Petr Hradil svatbu; jeho vyvolenou se stala valašská rodačka Eva Hradilová, s níž už měl syna Tomáše.

## Moderování
- pořad Živě na Jedničce
- pořad Dobré ráno s Jedničkou
- televizní motoristický magazín Jízda (1998–99)
- reality show, posléze magazíny Odhalení (2005–dosud, ČRo Leonardo)
- pořad Hodinový manžel společně s Janem Hrabětou
- pořad Dobré ráno společně s Gabrielou Lefenda (od září 2010, ČT Ostrava)
- Český rozhlas 2 – Praha (2007–)
- pořad Chcete mě? (2019–2020)[9][10]

## Role

### Filmografie
| Rok  | Název                                                          | Role                                          | Poznámky |
| ---- | -------------------------------------------------------------- | --------------------------------------------- | -------- |
| 1993 | Arabela se vrací aneb Rumburak králem Říše pohádek (TV seriál) | tajemník prezidenta Pultanely (epizodní role) |          |
| 1994 | Prima sezóna (TV seriál)                                       |                                               |          |
| 1995 | Život na zámku (TV seriál)                                     | Otakar                                        |          |
| 1995 | Hříchy pro diváky detektivek (TV seriál)                       | manekýn Opatrný                               |          |
| 1996 | Ty, ty, ty, Moneti!                                            | princ Aurelián                                |          |
| 1996 | O princi Truhlíkovi                                            | princ Dobromil zvaný Truhlík                  |          |
| 1997 | O vílách Rojenicích                                            | Jakub                                         |          |
| 1997 | Ukradený automobil                                             |                                               |          |
| 1998 | Císař a tambor                                                 | císařský tambor                               |          |
| 2000 | Policejní pohádky strážmistra Zahrádky                         | Zahrádka                                      |          |
| 2002 | Místo nahoře (TV seriál)                                       |                                               |          |
| 2004 | Správce statku                                                 | kupce koní                                    |          |
| 2013 | Bella Mia                                                      | Hádek                                         |          |

## Diskografie
- Chinaski: 3 CD – ?, Dlouhej kouř (1995), 1. signální (1997)
- Inter: 2 CD – 47 minut bez dechu (2001), Mezi nebem a zemí (2003)

## Publikace
- kniha Ruku na srdce, náhody neexistují, Work in Progress, 2015
- audiokniha Ruku na srdce, náhody neexistují, Audiotéka, 2015